# Clethra
- Commons
- Wikispecies

Clethra L. é um género botânico pertencente à família Clethraceae.

## Espécies
| - Clethra acuminata - Clethra alnifolia - Clethra arborea - Clethra barbinervis - Clethra bodinieri - Clethra brasiliensis - Clethra crispa - Clethra delavayi - Clethra fabri - Clethra fargesii - Clethra fimbriata | - Clethra kaipoensis - Clethra lanata - Clethra mexicana - Clethra obovata - Clethra ovalifolia - Clethra paralelinervia - Clethra petelotii - Clethra revoluta - Clethra rugosa - Clethra scabra |

- Lista completa

## Classificação do gênero
| Sistema | Classificação                     | Referência               |
| ------- | --------------------------------- | ------------------------ |
| Linné   | Classe Decandria, ordem Monogynia | Species plantarum (1753) |